# Pomlka
Pomlka neboli pauza je hudební značka v notovém písmu, která určuje ve skladbě, kde se nemá hrát, kdy a jak dlouho má příslušný hlas mlčet.
Např. „Skákal pes – čtvťová pomlka - přes oves.“
Pomlky mohou být čtvrťové (nehraje se na jednu dobu), půlové (nehraje se na dvě doby), celé (nehraje se na čtyři doby) a osminové (nehraje se na půl doby), ale i další.